# بكيفا
بكيفا  قرية لبنانية تقع في راشيا الوادي من منطقة البقاع الغربي.

## جغرافيتها

### موقعها
تتبع بكيفا لمحافظة البقاع، قضاء راشيا الوادي. تبعد عن بيروت نحو 85 كلم. ترتفع عــن سطح البحر نحو 900م.

### سكانها
يبلغ عدد سكان بكيفا المقيمين نحو 1500 نسمة ينتمون بغالبيتهم إلى طائفة الموحدين الدروز. ويتجاوز عدد المغتربين من القرية الـ 800 نسمة. ابرزعائلات بكيفا: حجاز، شروف، برغشه، درغام، البراضعي، العسل، دهام، الحلبي، أبو بركة، فياض، بدور، دانيل، أبو عسلي ويونس.
تحيط بها قرى بيت لهيا، تنورا، العقبة وراشيا. وتشرف عليها قرى: عين عطا، كفرمشكي، كوكبا.

## التسمية
بكيفا، يعود اسمها إلى اصل سرياني وتعني الصخرة أو الرقعة في الصخرة كما يبدو موقعها.

## تاريخها
بكيفا من أقدم قرى وادي التيم وفيها آثــار من نواويس ومغاور وحجارة قديمة ما يعود بالزمن إلى أكثر من الف سنة، وما زالت تحافظ على منازل القرميد. وفيها مقام الداعي عمار  وهو أحد الأولياء الصالحين. اتخذ الأمير معضاد التنوخي من عين بكيفا منطلقا لهجومه على قطاع للطرق. كانت بكيفا في الستينات سباقة إلى انتخاب أول امرأة في لبنان إلى منصب رئيس للبلدية، وهي السيدة سليمة القزاز درغام.ومنها راغدة درغام مراسلة تلفزيونlbcفي واشنطن وملكة جمال لبنان عبير شروف

## وصلات خارجية
«بكيفا..». عروس وادي التيم